# Liste des tramways en Océanie
La liste des tramways en Océanie recense les réseaux de tramways urbains et suburbains existants ou ayant existé en Océanie.

## Liste des réseaux de tramways par pays

### Australie
Classement par États et Territoires.

#### Australie-Méridionale
- Adelaïde - traction hippomobile, 10 juin 1878 - 25 juin 1914 ; traction électrique, 9 mars 1909 - 22 novembre 1958 .
  - Port Adelaide - traction vapeur, 1879 - 1882 ; traction hippomobile, 1882 - 2 avril (?) 1917 ; traction électrique, 3 avril 1917 - 27 juillet 1935.
  - Glenelg - traction hippomobile, ? - 1914.
  - Adelaïde - Glenelg - traction vapeur, 4 août 1873 - 1929 ; traction électrique, 14 décembre 1929 - aujourd'hui.
- Victor Harbor - traction hippomobile, 1894 - 1956.

#### Australie-Occidentale
- Kalgoorlie - traction électrique, 10 mai 1902 - 10 mars 1952 .
- Leonora - traction vapeur, 1901 - 1908 ; traction électrique (une voiture), novembre 1908 - 1915 ; traction essence (une voiture), 1915 - 1921 , .
- Perth - traction électrique, 28 septembre 1899 - 19 juillet 1958 .
  - Fremantle - traction électrique, 30 octobre 1905 - 8 novembre 1952 .

#### Nouvelle-Galles du Sud
- Broken Hill - traction vapeur, 15 février 1902 - 31 décembre 1926.
- Maitland - traction vapeur, 8 février 1909 - 31 décembre 1926 .
- Newcastle - traction vapeur, 19 juillet 1887 - 2 novembre 1930 ; traction électrique, octobre 1923 - 10 juin 1950 , .
- Sydney - traction hippomobile, 23 décembre 1861 - 31 décembre 1866, 16 septembre - 29 septembre (?) 1879, mai (?) - 30 juin 1894 ; traction vapeur, 30 septembre 1879 - 1910 ; traction par câble, 1894 - 14 janvier 1905 ; traction électrique, 9 novembre 1890 - 20 avril 1892, 8 décembre 1899 - 25 février 1961 ).
  - Metro Light Rail : service d'essai à partir du 11 août 1997, mise en service définitive le 1er septembre 1997.
  - Arncliffe - Bexley - traction vapeur, 13 octobre 1909 - 31 décembre 1926.
  - Ashfield - Burwood - Concord - traction vapeur, 1891 - 1912.
  - Campbelltown - Camden - traction vapeur, 10 mars 1882 - juin 1901. Remplacé par un train classique lui-même arrêté le 31 décembre 1963.
  - Enfield - traction vapeur, 23 septembre 1891 - 1912 ; traction électrique, 4 février 1912 - 21 août 1948.
  - Kogarah - Sans Souci - traction vapeur, 10 septembre 1887 - 4 juillet 1937. Travaux d'électrification inachevés, remplacement par trolleybus.
  - Manly - traction vapeur, 14 février 1903 - 1911 ; traction électrique, 1er mai 1911 - 12 octobre 1939.
  - North Sydney - traction par câble, 22 mai 1886 - 10 février 1900 ; traction électrique, 19 septembre 1893 - 28 juin 1958. Extension du Sydney Harbour Bridge au terminus souterrain de la gare de Wynyard le 20 mars 1932.
  - Parramatta - Castle Hill - traction vapeur, 18 août 1902 - 31 décembre 1926.
    - Parramatta (Wharf) - traction vapeur, 1er octobre 1883 - 31 mars 1943. Dernier tramway vapeur dans la région de Sydney.

  - Rockdale - Brighton-le-Sands - traction vapeur, 9 novembre 1885 - 1900 ; traction électrique, 27 juillet 1900 - 3 septembre 1949.
  - Sutherland - Cronulla - traction vapeur, 12 juin 1911 - 3 août 1931.
- Yass - traction vapeur, 1er avril 1891 - 1907. Transformé en chemin de fer classique, transport de passagers stoppé le 17 mai 1958.

#### Queensland
- Brisbane - traction hippomobile, 10 août 1885 - 1897 ; traction électrique, 1897 - 13 avril 1969 .
- Gold Coast - Une première ligne de LRT est attendue pour 2014.
- Rockhampton - traction vapeur, 16 juin 1909 - 24 juin 1939.

#### Tasmanie
- Hobart - traction électrique, 21 septembre 1893 - 21 octobre 1960 .
- Launceston - traction électrique, 4 août 1911 - 13 décembre 1952 .

#### Victoria
- Ballarat - traction hippomobile, 21 décembre 1887 - 1905 ; traction électrique, 1905 - 19 septembre 1971 . Tramway hippomobile historique Ballarat Vintage Tramway en service.
- Bendigo - traction par accumulateurs, 14 juin 1890 - 23 septembre 1890 ; traction vapeur, 1er février 1892 - juin 1902 ; traction électrique, 15 avril 1903 - 16 avril 1972 .
  - Tramway historique, 9 décembre 1972 - aujourd'hui.
- Geelong - traction électrique, 10 mars 1912 - 23 mars 1956 .
- Melbourne - traction hippomobile, 10 janvier 1885 - 5 novembre 1923 ; traction par câble, 11 novembre 1885 - 26 octobre 1940 ; traction électrique, 11 octobre 1906 - aujourd'hui ; traction vapeur, 1908 - 1909. Classé comme troisième plus grand réseau de trams du monde en service . Voir Tramway de Melbourne.
  - Box Hill - Doncaster - traction électrique, 14 octobre 1889 - 6 janvier 1896.
  - St. Kilda - Brighton Beach - traction électrique, 7 mai 1906 - 28 février 1959.
  - Sandringham - Black Rock (Victorian Railways) - traction électrique, 10 mars 1919 - 5 novembre 1956.
  - Footscray - tramway électrique ouvert le 6 septembre 1921. Connexion au réseau de Melbourne le 2 mai 1954. Fermeture de l'entreprise le 10 mars 1962, exploitation reprise par le réseau de Melbourne.

### Fidji
- Levuka - traction hippomobile, 1884 - ?.
- Suva - traction hippomobile, 188? - ?.

### Nouvelle-Zélande

#### Île du Nord
- Auckland - traction hippomobile, 11 août 1884 - 1903 ; traction électrique, 24 novembre 1902 - 29 décembre 1956.
  - Devonport - traction hippomobile, septembre 1886 - 1888.
  - North Shore - traction vapeur, 22 décembre 1910 - 26 avril 1927.
- Gisborne - traction par accumulateurs, 13 avril 1913 - 8 juillet 1929.
- Napier - traction électrique, 8 septembre 1913 - 3 février 1931. Fermé après le tremblement de terre de 1931.
- Nelson - traction hippomobile, 7 mai 1862 - 1901.
- New Plymouth - traction électrique, 10 mars 1916 - 23 juillet 1954 .
- Thames - traction vapeur, 2 décembre 1871 - novembre 1874.
- Wanganui - traction électrique, 11 décembre 1908 - 24 septembre 1950.
- Wellington - traction vapeur, août 1878 - 1882 ; traction hippomobile, août 1878 - 1904 ; traction électrique, 30 juin 1904 - 2 mai 1964 .

#### Île du Sud
- Christchurch - traction vapeur, mars 1880 - avant 1914 ; traction hippomobile, 1882 - avant 1914 ; traction électrique, 6 juin 1905 - 11 septembre 1954.
  - Tramway historique ouvert le 4 février 1995.
- Dunedin - traction vapeur, juillet 1879 - 1884 ; traction hippomobile, juillet 1879 - 1905 ; traction par câble, 24 février 1881 - 2 mars 1957 ; traction électrique, ? - 29 mars 1956 .
  - Banlieue de Dunedin (Maori Hill) : traction hippomobile, décembre 1882 - 1900 ; traction électrique, 23 octobre 1900 - 1er juillet 1936. Premier tram électrique de Nouvelle-Zélande.
- Invercargill - traction hippomobile, 3 décembre 1881 - 15 mars 1908 ; traction électrique, 26 mars 1912 - 10 septembre 1952.
- Nelson - traction hippomobile, 7 mai 1862 - 1901.

## Classement des réseaux océaniens de tramways existants
| Ville              | Pays             | Longueur du réseau (en kilomètres) | Longueur additionnée des lignes | Nombre de lignes | Nombre de stations | Date d'ouverture ou d’électrification | Article et références      |
| ------------------ | ---------------- | ---------------------------------- | ------------------------------- | ---------------- | ------------------ | ------------------------------------- | -------------------------- |
| Adélaïde – Glenelg | Australie        | 15                                 | 15                              | 3                | 33                 | 1929                                  | Tramway d'Adelaïde-Glenelg |
| Bendigo            | Australie        |                                    |                                 | 1                |                    | 1903                                  | Tramway de Bendigo         |
| Gold Coast         | Australie        | 13                                 | 13                              | 1                | 16                 | 2014                                  | Métro léger de Gold Coast  |
| Melbourne          | Australie        | 245                                |                                 | 28               | 1813               | 1906                                  | Tramway de Melbourne       |
| Sydney             | Australie        | 7,2                                | 7,2                             | 1                | 23                 | 1997                                  | Métro léger de Sydney      |
| Christchurch       | Nouvelle-Zélande | 2,8                                | 2,8                             | 1                |                    | 1995                                  | Tramway de Christchurch    |